# Elastano

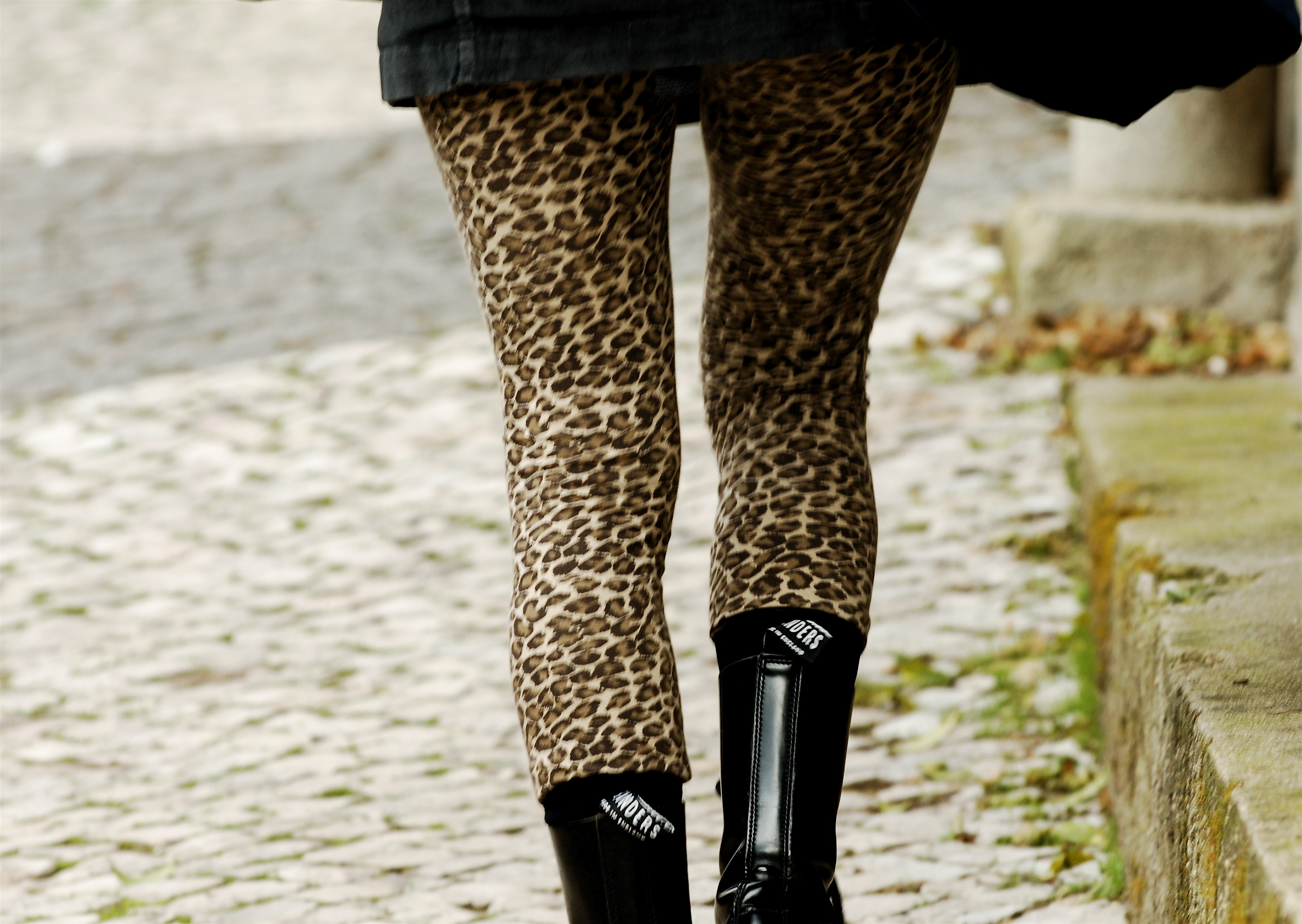
Legging

Elastano, licra ou laicra (da marca registada Lycra) é uma fibra sintética de elevada elasticidade, obtida através de etano. Trata-se uma fibra muito utilizada na confecção de calças, meias-calças,  maiôs(pt-BR) ou fato de banho(pt-PT?), sungas, cintas e biquínis. Também na indústria existem utilizações: por exemplo, no fabrico de luvas para manuseamento de peças que não pode estar em contacto com a pele das mãos (exemplo: componentes eletrónicos ou peças com superfície polida, como as torneiras).
Há a versão essencialmente pura, sem adição de poliamida, que é denominada de laicra comercial ou industrial. É mais forte e duradora que a borracha (o seu principal concorrente) e foi inventada em 1959 por Joseph Shivers, da DuPont.
Quando foi colocado no mercado, revolucionou muitas áreas da indústria de vestuário.

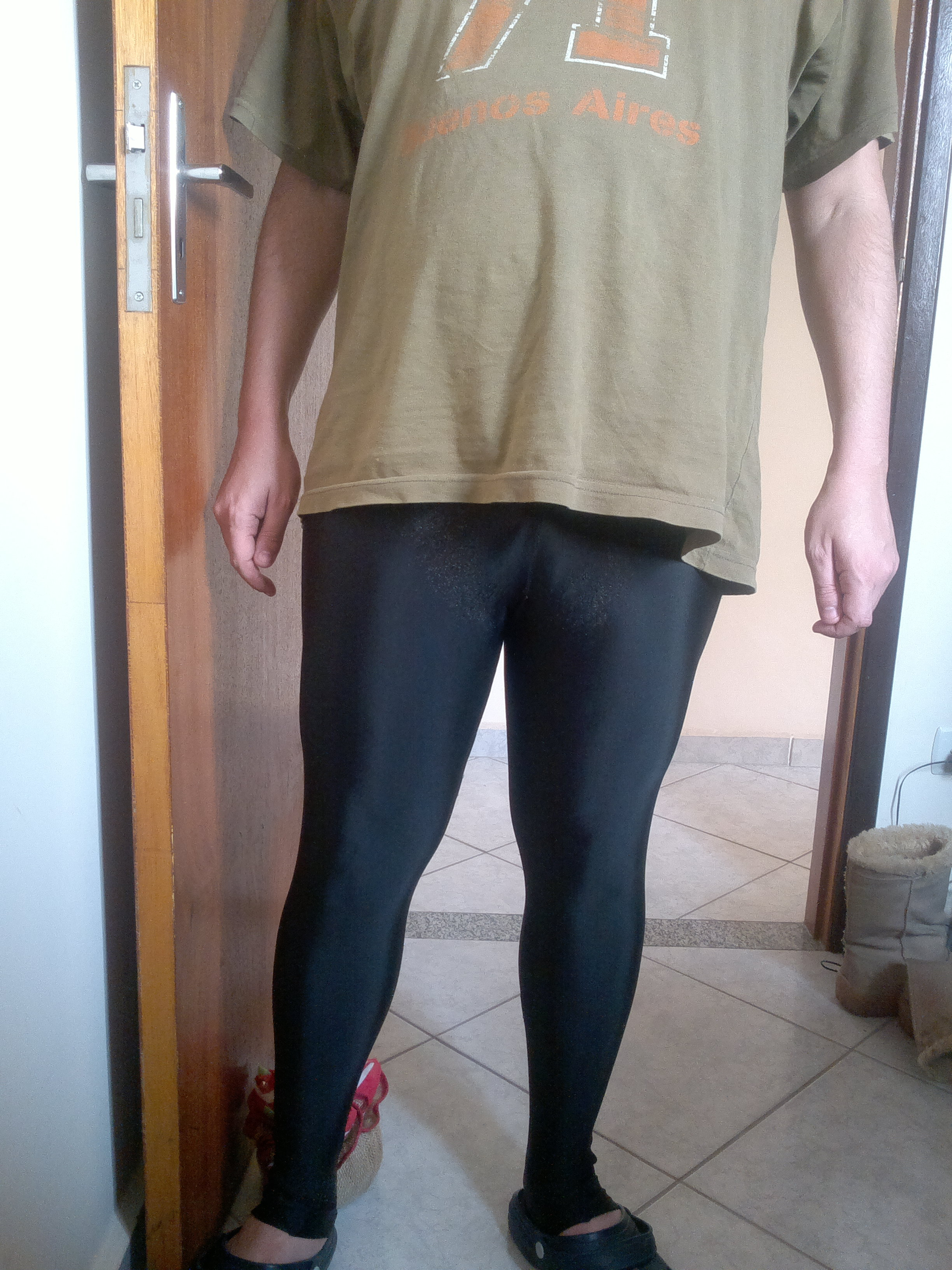
Calça de elastano

## Definição conceitual
Elastano é uma fibra sintética formada no mínimo por 85% de poliuretano segmentado.

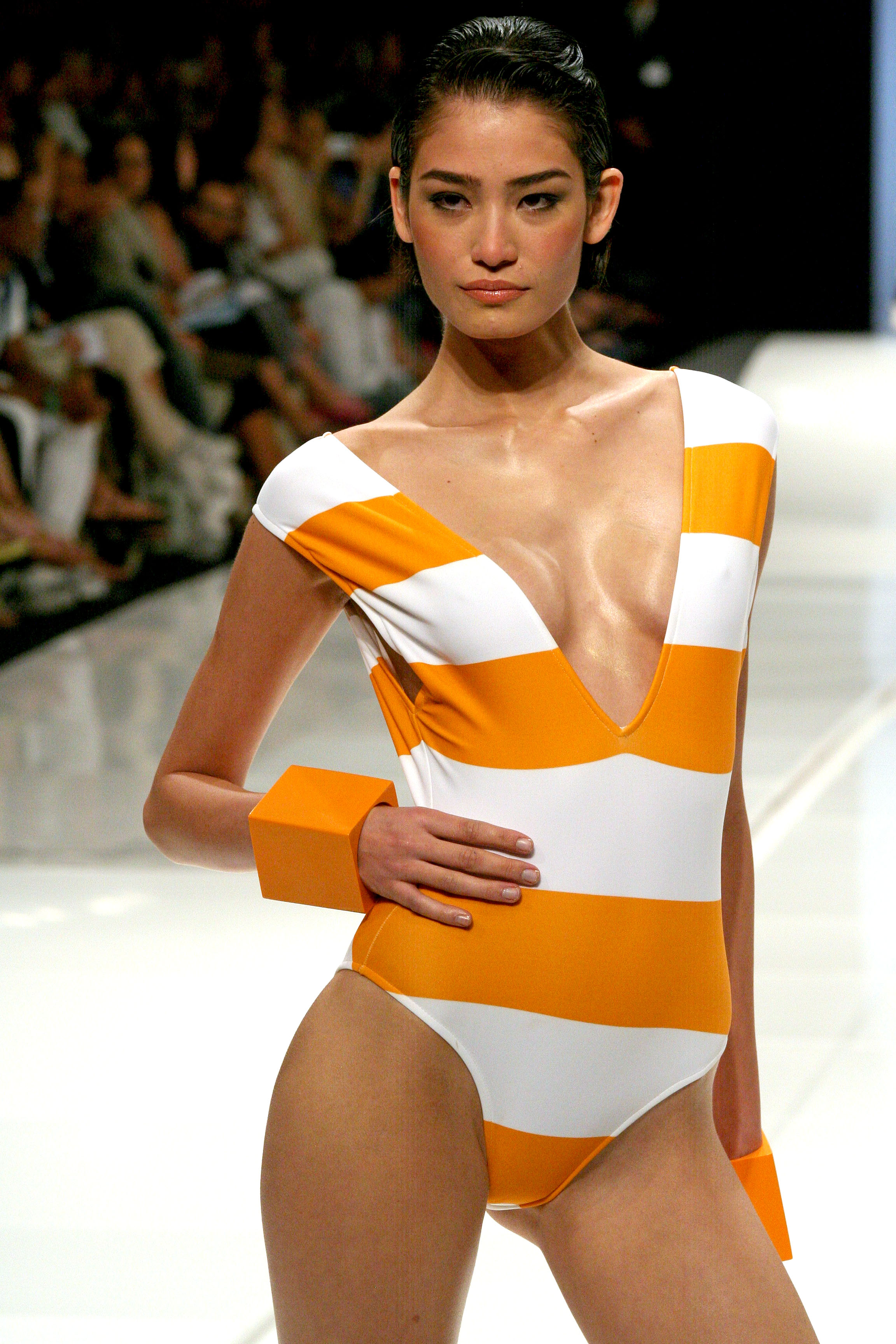
Maiô usado por uma modelo brasileira

## Produção
Existem dois processos básicos de produção de elastano: wet-spun (por coagulação do extrudado) e dry-spun (secagem do extrudado). Atualmente, produz-se mais de 90% do elastano pelo método dry-spun. Há também os elastanos base poliéster, onde o polietileno-glicol é substituído por um poliéster-poliol, mas hoje a sua participação não é significativa na capacidade total instalada. Depois adicionam-se extensores de cadeia para atingir o grau de polimerização desejado. Para ter viscosidade suficiente para escoar pelas tubulações e chegar às fieiras, ele é dissolvido em DMAC (dimetilacetamida) ou DMF (dimetil-formamida). O polímero dissolvido é extrudado pelas fieiras. Logo após, os filamentos passam por um fluxo de gás inerte (nitrogênio) a alta temperatura para evaporar o solvente. Os filamentos ainda sofrem uma aplicação de óleo de silicone e por fim são enrolados sobre tubos plásticos ou de papelão.

## Características da fibra
- Alongamento de mais de 500%
- Capaz de recuperar o comprimento original mesmo após ciclos repetidos de alongamento e retração;
- Leve (mesma força de retração com título mais baixo que a borracha);
- Maior resistência a produtos químicos que a borracha
- Tem baixa resistência e perde propriedades quando em contato com produtos oleosos.
- Perde resistência em temperaturas elevadas.

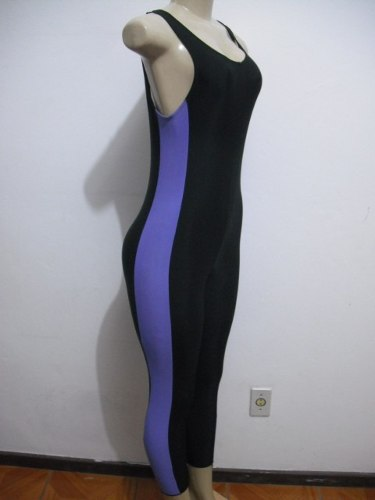
Macacão em elastano

## Usos mais frequentes
- vestuário desportivo (roupa para ginástica)
- moda praia (sungas, biquínis e maiôs)
- fitas elásticas para roupa íntima
- leggings (perneiras)
- meias-calças
- meias soquete
- camisaria
- calças
- lingerie
- meias de compressão
- compressas médicas
- fraldas
- munhequeiras
- macacão